# Schlacht bei Slankamen
Wien – Kahlenberg – Párkány – Gran I – Waitzen (Vác) –  Ofen I – Gran II – Neuhäusel (Nové Zámky) – Eperies – Ofen II – Mohács (Harsány) – Belgrad I – Derbend – Pataczin – Nisch – Belgrad II – Szlankamen – Belgrad III – Peterwardein – Lippa (Lipova)  – Lugos (Lugoj) – Temesvár – Olasch (Bega) – Zenta
In der Schlacht bei Slankamen (auch Szlankamen) trafen während des Großen Türkenkrieges am 19. August 1691 die Heere Österreichs und des Osmanischen Reiches aufeinander. Der Kampf bei Slankamen endete mit einem eindeutigen Sieg der kaiserlichen Truppen, der es ihnen ermöglichte, den größten Teil Ungarns gegen die Osmanen zu behaupten.

## Vorgeschichte
Im Jahre 1683 begannen die Osmanen den Großen Türkenkrieg mit einer Offensive gegen die österreichische Hauptstadt Wien. Nachdem die Belagerung Wiens durch die osmanische Niederlage in der Schlacht am Kahlenberg (12. September 1683) beendet worden war, ging die Initiative an die kaiserlichen Truppen über. In den folgenden Jahren gelang es, die Osmanen schrittweise aus Ungarn und Siebenbürgen zu vertreiben; 1686 eroberten sie Ofen und fügten im Jahr darauf den Osmanen in der Schlacht bei Mohács (12. August 1687) eine vernichtende Niederlage zu. Doch als 1688 der Pfälzische Erbfolgekrieg gegen Frankreich begann, musste Kaiser Leopold I. den größten Teil seines Heeres am Rhein konzentrieren. Zwar konnten die Kaiserlichen 1688 mit der Einnahme Belgrads noch einmal Vorteile erringen, doch bereits 1690 ging die Stadt sowie ganz Serbien wieder verloren.
Für das Jahr 1691 wurden dem kaiserlichen Befehlshaber Markgraf Ludwig Wilhelm von Baden wieder mehr Kräfte zur Verfügung gestellt. Unter anderen stießen 6.000 Brandenburger und 2.000 Bayern zur bei Buda stehenden Armee, die damit auf etwa 50.000 Soldaten und 90 Geschütze anwuchs. Der Markgraf beabsichtigte, das osmanische Heer zu einer Schlacht zu stellen und zu schlagen. Nach einem entscheidenden Sieg hoffte er, sämtliche Verluste des Vorjahres zurückgewinnen zu können. Nachdem bekannt geworden war, dass sich das osmanische Heer auf Belgrad zubewegte, marschierte das kaiserliche Heer über Esseg am südlichen Ufer der Drau und der Donau ebenfalls gegen die serbische Stadt. Nahe Peterwardein legte der Markgraf von Baden dabei eine Versorgungsbasis an, von der aus der Nachschub unter dem Schutz einer Flussflottille auf der Donau dem Heer folgte. Als sich die Kaiserlichen am 12. August Semlin näherten, entdeckten sie das zahlenmäßig weit überlegene osmanische Heer (ca. 90.000 Mann; 200 Geschütze) in einer stark verschanzten Stellung.
Zwei Tage lang lagerte das kaiserliche Heer in Schlachtordnung vor Semlin und erwartete einen osmanischen Angriff, der jedoch nicht erfolgte. Stattdessen wurde das eigene Heer durch große Hitze und mangelnde Versorgung dezimiert. Schließlich versuchte der Markgraf, in Erinnerung an die Schlacht bei Mohács, die Osmanen durch einen Rückzug zum Angriff zu veranlassen. In langsamen Märschen zogen sich die kaiserlichen Truppen bis zum befestigten Ort Slankamen zurück. Zwischen dem Städtchen und einem Gebirgszug nahm das Heer eine Stellung ein, in welcher der Markgraf den Angriff des osmanischen Heeres abzuwehren gedachte. Tatsächlich folgte dieses den Kaiserlichen und lagerte am 16. August vor deren Stellung. Bis zu diesem Zeitpunkt hatte die Stärke der beiden Heere durch Krankheiten, Fahnenflucht und Hitzetote stark abgenommen. Während die Kaiserlichen noch etwa 33.000 Soldaten umfassten, konnte der Großwesir noch etwa 50.000 Mann aufbieten.

## Verlauf

### Manöver und Aufmarsch
In der Nacht vom 17. zum 18. August ließ Großwesir Köprülü Fazıl Mustafa das osmanische Lager heimlich abbrechen. Zur Deckung beließ er seine Reiterei vor der kaiserlichen Stellung und zog mit dem Rest seines Heeres, inklusive des Trosses über Kercsedin südlich um die rechte Flanke der kaiserlichen Truppen herum. Die osmanische Streitmacht bezog dann westlich der Kaiserlichen auf einer Anhöhe an der Donau eine neue Stellung, in der sie sich sofort zu verschanzen begann. Später folgte auch die osmanische Reiterei auf demselben Weg und gewann Anschluss an den rechten osmanischen Flügel. Damit befand sich das kaiserliche Heer in einer prekären Lage. Es war sowohl von seiner Rückzugs- als auch von seiner Nachschublinie abgeschnitten. Die zahlenmäßig weit überlegenen Osmanen verschanzten sich auf einem höher gelegenen Gelände und führten zudem eine überlegene Flotte auf der Donau heran. Am Morgen des 18. August fiel ein dringend benötigter von Peterwardein kommender Provianttransport in die Hände der Osmanen.
Markgraf Ludwig von Baden war nunmehr gezwungen, die osmanische Stellung bald anzugreifen, um das kaiserliche Heer aus der Umklammerung zu befreien. Dazu musste es zuvor jedoch seine Position verändern. Bis zum Mittag des 19. August vollzogen die kaiserlichen Truppen den Schwenk in westliche Richtung, ohne von den Osmanen dabei gestört zu werden. Offenbar war Köprülü Mustafa bewusst, dass die Kaiserlichen gezwungen waren, gegen seine befestigte Stellung anzurennen, und er wollte deshalb nichts überstürzen. Um 15:00 Uhr standen die Truppen des Markgrafen bereit. Auf dem rechten Flügel stand Feldzeugmeister Karl Ludwig Graf de Souches mit 20 Bataillonen an der Donau. Hinter diesen stand auf einer Anhöhe aufgefahren fast die gesamte Artillerie der Armee, um das osmanische Lager samt seiner Befestigungen beschießen zu können. Im Zentrum stand General Hans Albrecht von Barfus mit dem brandenburgischen Hilfskorps, 17 Bataillone und 31 Eskadronen. Auf dem linken Flügel war das Kavallerie-Korps mit 85 Eskadronen und 16 Bataillonen unter Feldmarschall Johann Heinrich von Dünewald aufmarschiert. Die einzige Reserve bildete eine weitere Kavallerie-Einheit unter dem Prinzen von Holstein hinter dem rechten Flügel. Der Plan des Markgrafen sah vor, mit dem linken Flügel (Dünewald) anzugreifen und den osmanischen rechten Flügel zu zersprengen. Die Osmanen sollten so aus ihren Verschanzungen geworfen und anschließend in die Donau gedrängt werden. Damit die Janitscharen in den Befestigungen dem bedrohten Flügel nicht zu Hilfe kommen konnten, sollten sie durch Angriffe des kaiserlichen Zentrums und rechten Flügels festgehalten werden.

### Der Kampf am Donau-Ufer
Der linke Flügel der Kaiserlichen ging um 15:00 Uhr zum Angriff über. Um sicherzustellen, dass die kaiserlichen Truppen über genügend Standfestigkeit verfügten, ließ der Markgraf die Infanterie- und Kavallerieverbände des Flügels gemischt vorgehen. Dadurch und durch das schwierige Terrain wurde der Vormarsch verzögert. Stattdessen kam entgegen dem ursprünglichen Angriffsplan der rechte kaiserliche Flügel, der eigentlich nur zur Entlastung gedacht war, zuerst in ein schweres Gefecht. Die Geschütze wurden bis auf 200 Schritt herangefahren und die osmanischen Schanzen unter Beschuss genommen. Danach erfolgte der Angriff der kaiserlichen Grenadiere. Unter dem persönlichen Kommando des Feldzeugmeisters de Souches brachen sie in die osmanischen Stellungen ein, wurden jedoch von den Osmanen wieder zurückgeschlagen, die dabei von 300 französischen Artilleriespezialisten unterstützt wurden. Dabei fiel Feldzeugmeister de Souches, und die kaiserlichen Bataillone wichen zurück.
Der folgende Gegenangriff der Janitscharen brachte den kaiserlichen rechten Flügel in eine kritische Lage, weil nach dem Tod des Kommandierenden die einheitliche Führung fehlte. Nur durch den Einsatz der großen Kanonen-Batterie und von vier Kürassier-Regimentern der Reserve (Prinz von Holstein) konnte der osmanische Vorstoß unter Schwierigkeiten abgewiesen werden. Anstelle des Feldzeugmeisters de Souches übernahm Guido von Starhemberg den Befehl über den rechten Flügel und führte ihn zu einem zweiten Angriff nach vorn, der von den Osmanen ebenfalls abgewiesen wurde. Obwohl er durch einen Pfeil verwundet wurde, kommandierte Starhemberg auch einen dritten, erfolglosen Sturmangriff. Die Ausfälle, besonders unter dem Offizierskorps, wogen inzwischen so schwer, dass der gesamte kaiserliche rechte Flügel kaum mehr verwendbar war.
Gleichzeitig ging die osmanische Fluss-Flottille gegen die kaiserlichen Schiffe vor. Dank ihrer zahlenmäßigen Überlegenheit gelang ihr schnell die Überwindung der kleinen kaiserlichen Flotte. Damit war auch die letzte Verbindungslinie des kaiserlichen Heeres zu seinen Basen unterbrochen.

### Der Angriff der osmanischen Reiterei
Währenddessen rückte der linke kaiserliche Flügel in dem unübersichtlichen Gelände weiter vor und verlor dabei die Verbindung zum Zentrum. In diese sich öffnende Lücke führte Köprülü Mustafa den Angriff seiner gesamten Reiterei. Die Sipahi durchbrachen die ersten Linien der kaiserlichen Truppen, warfen deren Kavallerie zurück und brachen auch in das zweite Treffen ein. Dort trafen sie auf den Widerstand der brandenburgischen Verbände. General von Barfus ließ einige Bataillone einschwenken und griff mit diesen die Flanken der osmanischen Reiterei an. Die Reiter wurden dadurch in heftiges Kreuzfeuer genommen, erlitten schwere Verluste und flüchteten schließlich.

### Der Einbruch in das osmanische Lager

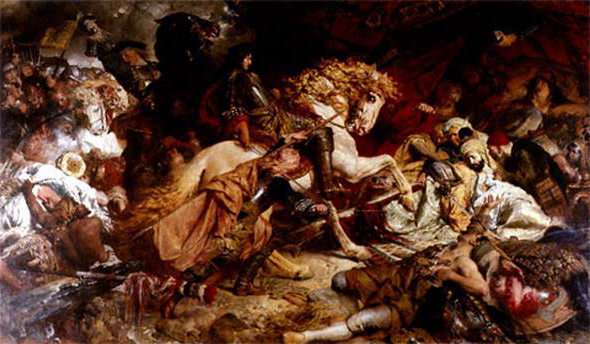
Ferdinand Keller: Der Markgraf von Baden beim sterbenden Köprülü Mustafa. Heroisierendes Historiengemälde aus dem Jahr 1878

Der Markgraf von Baden reorganisierte nun persönlich die Truppen des linken Flügels. Er zog aus den bisher vermischten Infanterie- und Kavallerieverbänden Dünewalds die Eskadronen nach links hinaus und verstärkte sie mit der Reserve-Kavallerie des Prinzen von Holstein. Die vereinigte kaiserliche Kavallerie stieß bei dem folgenden Angriff auf die osmanische Reiterei, die sich nach ihrem misslungenen Angriff sammelte und gerade in zwei großen „Klumpen“ stand. Da ihre Aufstellung noch nicht vollendet war, konnte sie dem Angriff der Kaiserlichen keinen geordneten Widerstand entgegensetzen. Nach dem ersten Anprall flüchtete ein Teil der osmanischen Reiter nach Westen, während sich die Mehrzahl in das osmanische Lager und dessen Befestigungen flüchtete. Nunmehr konnte der kaiserliche linke Flügel über die entblößte osmanische Flanke das Lager des Großwesirs angreifen. Die Janitscharen verteidigten sich zunächst noch nach allen Richtungen, doch als der Großwesir Köprülü Mustafa selbst im Kampf fiel, brach unter ihnen Panik aus. Bis zum Einbruch der Nacht machten die Kaiserlichen im Bereich des osmanischen Lagers alle Feinde nieder. Unter den Gefallenen waren auch der Befehlshaber und 15 Oberste der Janitscharen, sowie 18 Paschas.

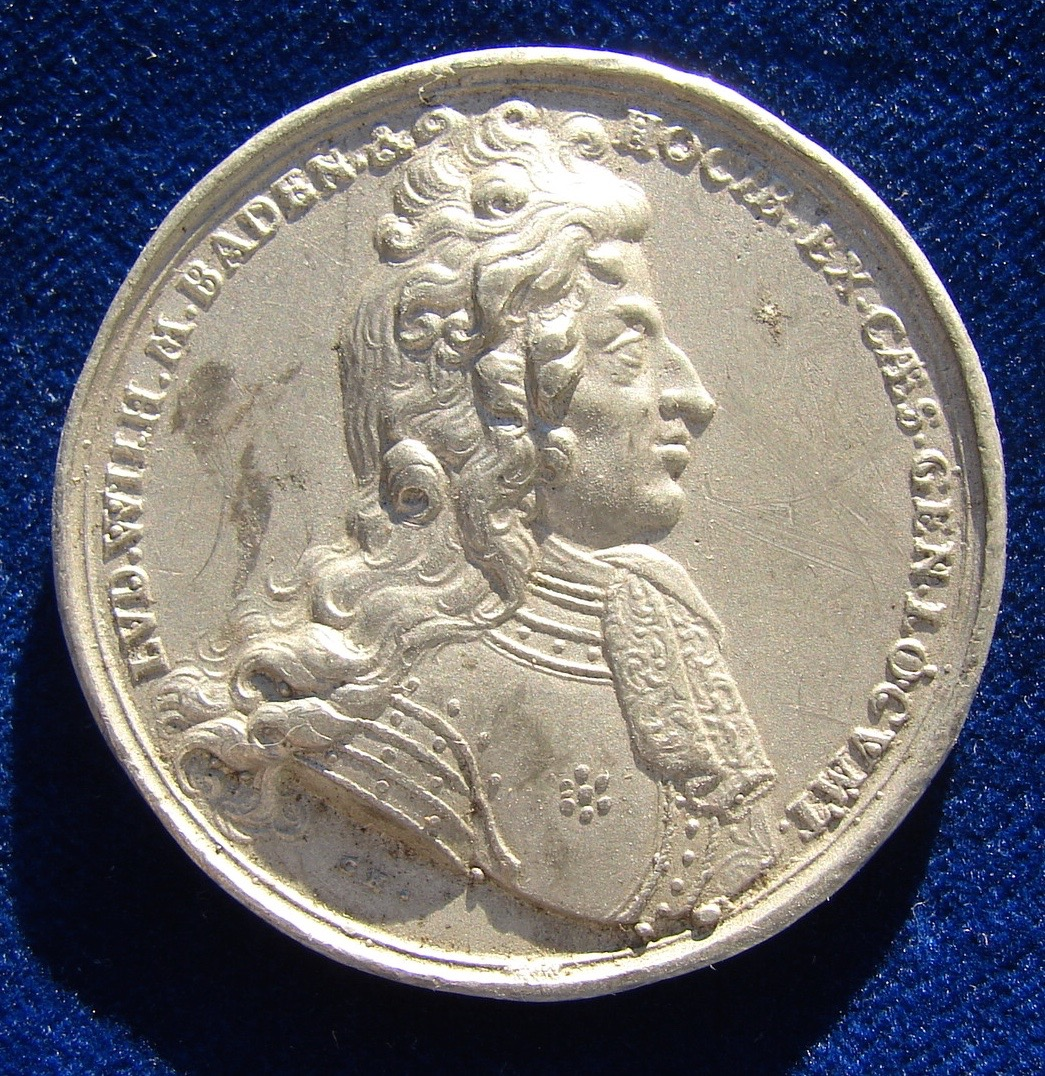
Pb-Medaille zur Schlacht bei Slankamen 1691 von Georg Hautsch, Vorderseite, mit dem Porträt des Türkenlouis

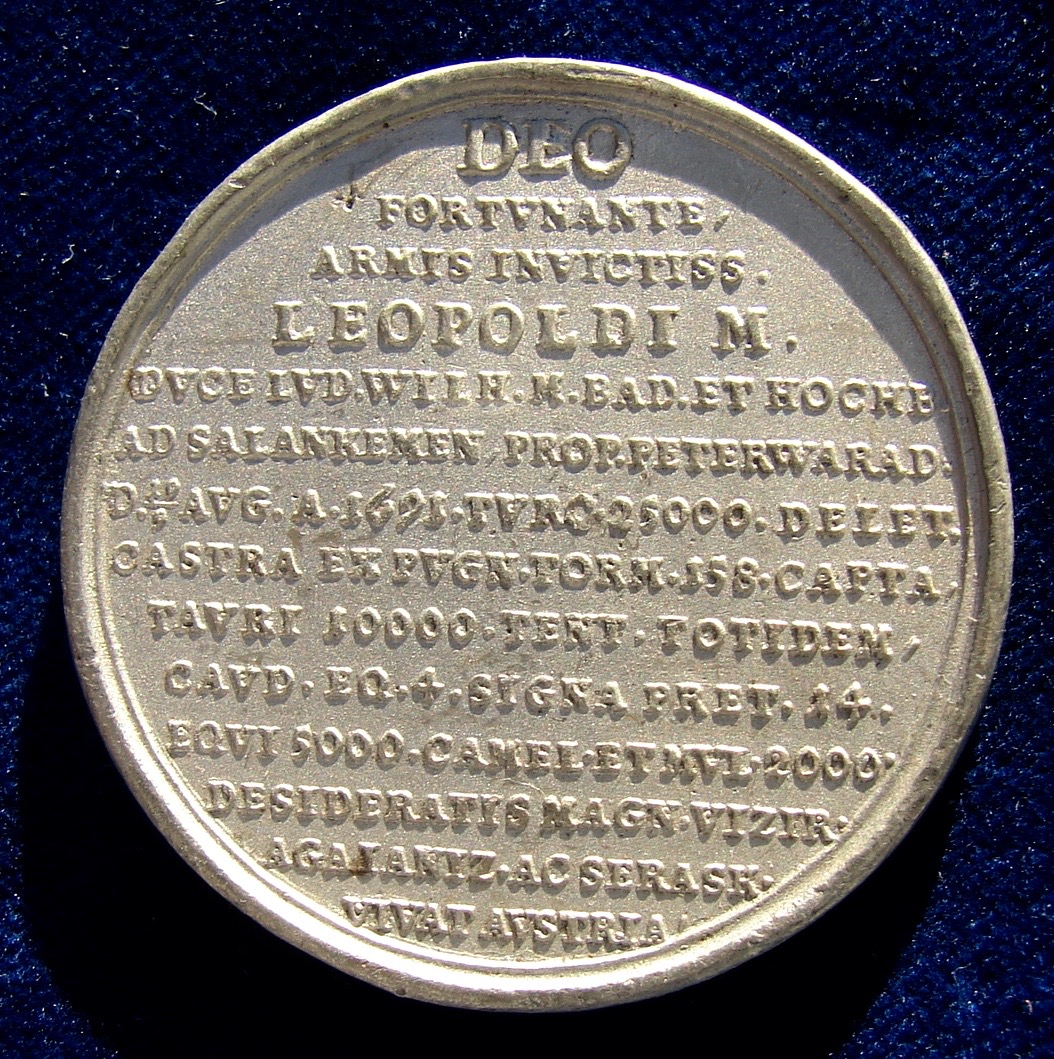
Medaille zur Schlacht bei Slankamen 1691 von Georg Hautsch, Rückseite, mit der Beute aus der Schlacht

Das osmanische Lager fiel mit dem gesamten Tross und der Artillerie (158 Kanonen) in die Hände der kaiserlichen Truppen. Ihre Verluste waren mit 7000 Soldaten sehr hoch, darunter der Prinz von Holstein. Die Osmanen verloren hingegen bis zu 25.000 Mann, was etwa 50 % der effektiven Stärke entsprach. Der Rest des Heeres war zersprengt oder auf der Flucht und musste in den folgenden Wochen erst wieder gesammelt werden. Stolz berichtete der kaiserliche Befehlshaber, dass die Standarte des Großwesirs sowie sämtliche Flaggen aller Paschas hatten erobert werden können. Erst später erfuhr der Markgraf durch die Aussagen von Gefangenen, dass auch der Großwesir selbst unter den toten Osmanen war. Eine Medaille von Georg Hautsch, Nürnberg, gab die Beute kurz darauf mit 10.000 Stieren, 10.000 Zelten, 4 Rossschweifen, 14 Feldzeichen, 5000 Pferden sowie 2000 Kamelen und Maultieren an.

## Folgen
Bereits am folgenden Tag, dem 20. August, wurde der junge Offizier Karl von Vaudemont, der sich im Kampf ausgezeichnet hatte, mit einem kurzen Bericht nach Wien geschickt, in dem der Markgraf von Baden über die Schlacht schrieb:

„Obwohl sie ein groß blut gekostet, so ist selber doch also beschaffen, daß man den Verlust verschmertzen Kan, indem gegen Ihren Verlust, der Vnserige nichts zu Rechnen, und sie hoffentlich durch diesen Streich in einen solchen stand werden gebracht sein, daß sie schwerlich vor dießes Jahr große Spunck thun werden …“

Der kaiserliche Sieg bei Slankamen 1691 war bedeutend, weil er das kaiserliche Heer aus der osmanischen Umfassung befreite. Die Situation, in der es sich nach der Umgehung seiner Flanken befunden hatte, war so bedrohlich, dass eine Niederlage leicht im Verlust des ganzen Heeres hätte enden können. Dieser Verlust wäre in dem langjährigen Zweifrontenkrieg der Habsburger schwer zu ersetzen gewesen und hätte große strategische Nachteile gebracht. Außerdem kostete die Niederlage bei Slankamen die Osmanen so schwere Verluste, dass sie unfähig waren, in jenem oder dem folgenden Jahr erneut die Offensive zu ergreifen. Dies war eine spürbare Entlastung für das kaiserliche Heer, das zu diesem Zeitpunkt am Rhein gegen französische Truppen kämpfte. In zweiter Linie ergab sich aus dem Sieg eine Reihe lokaler Vorteile auf dem ungarischen Kriegsschauplatz. Obwohl die Festung Belgrad nunmehr durch osmanische Truppen kaum gedeckt war, hielt sich Markgraf Ludwig von Baden für zu schwach, den Ort einzunehmen, zumal nach dem Verlust seiner Donau-Flottille eine gesicherte Versorgung des Heeres unmöglich schien. Stattdessen zogen sich die Kaiserlichen zunächst über die Donau nach Norden zurück, bevor sie unter anderem Lippa, Brod und Gradiška eroberten und eine Belagerung von Großwardein begannen, das am 5. Juni 1692 eingenommen wurde. Kaiser Leopold I. ernannte aufgrund seines erfolgreichen Feldzuges Ludwig Wilhelm von Baden zum Generalleutnant des kaiserlichen Heeres, d. h. zum Oberbefehlshaber aller kaiserlichen Truppen. Der spanische König verlieh dem Markgrafen den Orden vom Goldenen Vlies.